# Le Sagittaire
Le Sagittaire (französisch für Der Schütze) ist eine Insel im Géologie-Archipel vor der Küste des ostantarktischen Adélielands.
Französische Wissenschaftler benannten sie 2010 nach dem Tierkreiszeichen Schütze.